# Termitówka południowoazjatycka
Termitówka południowoazjatycka, żaba indyjska, termitówka indyjska (Kaloula pulchra) – gatunek płaza bezogonowego z rodziny wąskopyskowatych (Microhylidae).
Występowanie: południowe Chiny, północno-wschodnie Indie, Bangladesz, Indochiny i Archipelag Malajski.
Cechy charakterystyczne: płaski tułów i głowa połączona z nim. Te cechy upodabniają ją do dużego, płaskiego (ale bez przesady) kamienia. Ma krótkie, ale mocno umięśnione kończyny, dodatkowo na tylnych kończynach ma dwa duże wyrostki, których używa do kopania. Przestraszone termitówki nadymają się tak, że stają się dwukrotnie większe. Zwana jest czasami żabą wół, ponieważ rechotanie samców w czasie okresu godowego przypomina ryczenie wołu. Termitówki potrafią również syczeć.
Aktywność: jak większość płazów jest zwierzęciem nocnym, dzień spędza zagrzebana w podłożu.
Ubarwienie: brązowe z dwoma żółtymi paskami.
Rozmiary: długość – 7 cm (samice czasami nawet do 10 cm), szerokość – 8 cm
Środowisko: butwiejące pnie drzew i pniaczki.
Pokarm: W naturze termitówki żywią się przede wszystkim mrówkami i termitami, w hodowli karmione są głównie świerszczami i karaczanami.